# ستيفن هولمز (عالم سياسة)
ستيفن هولمز (بالإنجليزية: Stephen Holmes)‏ هو عالم سياسة أمريكي، ولد في 21 فبراير 1948.